# Zózimo
Zózimo, de son vrai nom  Zózimo Alves Calazães, est un footballeur brésilien né le 19 juin 1932 à Salvador (Brésil) et mort le 17 juillet 1977 à Rio de Janeiro. Il a joué au poste de défenseur central avec Bangu Atlético Clube. Il est champion du monde en 1958 et 1962 avec l’équipe du Brésil.

## Carrière

### En équipe nationale
Zozimo a eu 35 sélections avec l’équipe du Brésil (1 but) entre 1955 et 1962.
Il a remporté les coupes du monde de 1958 et 1962 (six matches joués).

## Palmarès
- Champion du monde en 1958 et 1962 avec l’équipe du Brésil.
- Coupe Bernardo O'Higgins : 1955
- Coupe de l'Atlantique : 1956
- Coupe Oswaldo Cruz : 1956, 1958, 1962
- Tournoi de Rio de Janeiro : 1957